# Ahmad Koroh
T.Y.T. Tun Ahmad Koroh, SMN, SPDK, geboren als Thomas Koroh (* 1. Januar 1925 in Kampung Limbawan, Keningau, Britisch-Nordborneo; † 25. Juni 1978 in Kota Kinabalu, Sabah, Malaysia) war von 1977 bis 1978 der 5. Yang di-Pertua Negeri Sabah, das zeremonielle Staatsoberhaupt des malaysischen Bundesstaats Sabah.

## Leben
Ahmad Koroh wurde als Thomas Koroh am 1. Januar 1925 in Kampung Limbawan, Keningau, Britisch-Nordborneo, geboren. Er war das zweite von acht Kindern von OKK Koroh bin Santulan und seiner Frau Isah Maria binti Santul. Seine Mutter war die jüngere Schwester von Sedomon Gunsanad.
Seine Schulzeit begann er im Alter von sieben Jahren an der Sekolah Kerajaan Vernakular Melayu, der staatlichen weiterführenden Schule in Keningau, 1939 wechselte er an die All Saint’s School.
Ahmad Korohs erste Frau, Philippa Matamit @ Sinirun starb 1947 bei der Geburt ihres zweiten Kindes. Tun Ahmad heiratete später erneut. Mit seiner zweiten Frau Datin Salamah binti Datuk Hj. Said Besar hatte er acht Kinder und mit seiner dritten Frau Hajah Hamidah Datuk Fadzil schließlich eine Tochter.

## Karriere
Während der Besetzung Sabahs durch die Japaner arbeitete er in der Öffentlichen Verwaltung. Nach Kriegsende arbeitete er als Angestellter im Handel, als Schreibkraft und als Dolmetscher für die Britische Militärverwaltung in Nordborneo.
1961 erhielt er ein aus dem Colombo-Plan finanziertes Stipendium und studierte Öffentliche und kommunale Verwaltung in Australien. 1964 erhielt er ein Diplom in Public and Social Administration am South Devon Technical College in Torquay, England.
Seine Sprachkenntnisse – er beherrschte fließend Malaiisch, Kadazan, Murut und Englisch – waren auch der Schlüssel für seinen Einsatz als Dolmetscher der Cobbold-Kommission in den Jahren 1962–1963.
1963 erhielt er eine Anstellung als Assistant District Officer in Kunak. Nach drei Jahren wurde er zum District Officer für den Distrikt Tenom befördert. 1971 zog er sich aus der Öffentlichen Verwaltung zurück und machte sich selbständig.
Am 12. Oktober 1977 wurde er als fünfter Yang di-Pertua Negeri Sabah vereidigt. Er folgte damit Mohd Hamdan nach, der während seiner Amtszeit verstorben war. Aber auch Ahmad Koroh war nur eine kurze Zeit im Amt und erlag am 25. Juni 1978, acht Monate nach Amtsantritt, einem Herzversagen. Seine sterblichen Überreste wurden im Staatsmausoleum bei der Sabah State Mosque in Kota Kinabalu beigesetzt.

## Ehrungen
Eine der höchsten Auszeichnung die der Staat Malaysia zu vergeben hat, wurde ihm am 1. Juni 1978 verliehen: Der Yang di-Pertuan Agong verlieh ihm den Titel Darjah Seri Maharaja Mangku Negara (SMN). Diese Auszeichnung beinhaltet das Recht, den Ehrentitel „Tun“ dem Namen voranstellen zu dürfen.
Ahmad Koroh wurde 1963 mit dem ersten Grad des Darjah Yang Amat Mulia Kinabalu (The Illustrious Order of Kinabalu) ausgezeichnet, der den Titel „Datuk Seri Panglima“ beinhaltet.